# SN 2006la
SN 2006la – supernowa typu Ia odkryta 17 października 2006 roku w galaktyce A224248-0054. W momencie odkrycia miała maksymalną jasność 21,20m.